# Gerald Albright
Pour les articles homonymes, voir Albright.
Gerald Albright est un saxophoniste américain de jazz, né le 30 août 1957 à Los Angeles, en Californie.
Gerald Albright possède la particularité de réaliser ses albums seul. En plus de son instrument de prédilection, le saxophone, il joue, en effet,  également de la basse, des claviers, de la flûte, réalise les chœurs et s'occupe de la programmation de la batterie.
Son style est fortement influencé par la musique afro-américaine (soul, funk, R&B...) et il est considéré unanimement comme un musicien de smooth jazz. Il est également connu pour avoir accompagné en studio ou sur scène des artistes soul/funk comme Anita Baker, The Temptations, Ray Parker Jr. ou Chaka Khan, et pop à l'instar de Olivia Newton-John. Phil Collins l'a d'ailleurs invité sur son album A Hot Night In Paris avec le Phil Collins Big Band en 1999. 
Toutefois, malgré le côté indéniablement crossover de sa musique, le temps d'un album "Live At Birdland West", il s'est éloigné de son style smooth jazz habituel pour verser dans un jazz beaucoup plus traditionnel, qui lui a permis de gagner l'estime des critiques de jazz les plus exigeants. Il a également enregistré un album avec le chanteur de Quiet Storm Will Downing.
Gerald Albright a fait partie des dix saxophonistes que le président Bill Clinton a invité pour son intronisation; il est membre de la fraternité interuniversitaire afro-américaine Alpha Phi Alpha.
Il a également composé pour le jeu Castlevania Symphony Of The Night sorti sur Playstation en 1997, il joue du Saxophone sur le générique de fin "I Am The Wind".

## Discographie

### Solo
| album                                      | année | label        |  |
| ------------------------------------------ | ----- | ------------ |  |
| "Just Between Us"                          | 1987  | Atlantic/Wea |  |
| "Bermuda Nights"                           | 1988  | Atlantic/Wea |  |
| "Dream Come True"                          | 1990  | Atlantic/Wea |  |
| "Giving Myself To You"                     | 1995  | Atlantic/Wea |  |
| "Live To Love"                             | 1997  | Atlantic/Wea |  |
| "Pleasures Of The Night" avec Will Downing | 1998  | Polygram     |  |
| "Groovology"                               | 2002  | GRP          |  |
| "Kickin' It Up"                            | 2004  | GRP          |  |
| "New Beginnings"                           | 2006  | Peak         |  |
| "Sax for Stax"                             | 2008  | Peak         |  |
| "Pushing The Envelope"                     | 2010  | Heads Up     |  |

### Live
- 1991 : Live at Birdland West

### E P
- 2020 : G-Stream
- 2022 : G-Stream 2 Turn It Up

### En tant qu'invité
- 1997 : Only You de Pauline Wilson
- 1999 : A Hot Night In Paris du Phil Collins Big Band
- 2000 : Feelin' Good de Noel Elmowy
- 2008 : Gerald Alston Sings Sam Cooke de Gerald Alston

### Jeux vidéos
- 1997 : Castlevania: Symphony of the Night | Sur le morceau "I Am The Wind" de Cynthia Harrel